# Сингх, Джайдип
Джайдип Сингх (англ. Jaideep Singh; род. 21 августа 1987, Пенджаб) — индийский кикбоксер тяжёлой весовой категории, выступает на профессиональном уровне начиная с 2006 года. Известен по участию в турнирах таких организаций как J-Network, Rise, К-1, Glory. Также участвует в боях по смешанным правилам, действующий чемпион Deep в тяжёлом весе.

## Биография
Джайдип Сингх родился 21 августа 1987 года в Пенджабе, однако в возрасте трёх лет вместе с семьёй переехал на постоянное жительство в Японию.

### Кикбоксинг
Карьеру профессионального кикбоксера Сингх начал в 2006, нокаутировав Кацунори Танигаву на турнире Всеяпонской федерации кикбоксинга. Год спустя он выиграл ещё два поединка единогласным решением судей, но затем потерпел поражение нокаутом от бразильца Фабиану Аоки. Ещё через год провёл несколько успешных боёв в японском промоушене J-Network, в том числе взял реванш у Аоки и завоевал тем самым чемпионский титул этой организации в тяжёлом весе. Вскоре между ними состоялся третий поединок, бой получился равным, для определения победителя потребовалось провести четвёртый экстра-раунд, и в итоге судьи единодушно отдали победу бразильцу.
Несмотря на поражение, Сингх продолжил выходить на ринг, так, в 2009 году он защитил титул J-Network, взяв верх над японцем Коити Ватанабэ. Кроме того, он присоединился к крупнейшему промоушену кикбоксинга К-1 и выиграл прошедшее в Сеуле гран-при тяжеловесов. Длинная серия побед прервалась поражением от титулованного бразильского бойца, мастера кёкусин-каратэ Эвертона Тейшейры. Позже в финалах гран-при К-1 победил японца Макото Уэхару и проиграл турку Гёкхану Саки. Также в 2010 году отметился победой над знаменитым россиянином Сергеем Харитоновым, отправив того в нокаут правым боковым ударом в голову.
В 2011 году на турнире К-1 в Швейцарии Сингх потерпел поражение от албанского бойца Джавита Байрами, после чего провёл три победных поединка в японской организации Rise, в частности, победил таких известных бойцов как Хироми Амада, Раоумару, вновь победил Макото Уэхару и стал чемпионом Rise в тяжёлой весовой категории. Тем не менее, дальнейшая его карьера в кикбоксинге складывалась не очень удачно, в 2012 году в финале гран-при К-1 он уступил представителю Суринама Исмаэлу Лондту, в 2013 году на турнире Glory в Лондоне проиграл англичанину Дэниелу Сэму, в 2014 году на Global FC 3 в Дубае был побеждён турком Фатихом Улусоем.

### Смешанные единоборства
Подписав контракт с индийской промоутерской компанией Super Fight League, Сингх должен был дебютировать в смешанных единоборствах уже в ноябре 2012 года на турнире SFL10, однако незадолго до боя получил травму и был заменён американцем Джимми Амбрисом. В итоге он дебютировал на SFL19 в июне 2013 года, победив своего соперника техническим нокаутом в первом же раунде.
В 2015 году провёл ещё один поединок, одержав досрочную победу над бразильцем Карлосом Тойотой в японском промоушене Deep и завоевав тем самым титул чемпиона этой организации в абсолютной весовой категории. 31 декабря встретился с легендарным российским бойцом ММА Фёдором Емельяненко, который возобновил спортивную карьеру после трёх лет перерыва, и проиграл техническим нокаутом в первом раунде.

## Звания и достижения

### Кикбоксинг
- J-NETWORK
  - J-NETWORK Heavyweight Championship (2008: 2 защиты)
- K-1
  - 2009 K-1 World Grand Prix in Seoul Champion
- RISE
  - 2011 RISE Heavyweight Tournament Champion

### Смешанные единоборства
- Deep
  - DEEP Megaton Champion (2015)

## Статистика ММА (2-1)
| Боёв 3   | Побед 2 | Поражений 1 |
| -------- | ------- | ----------- |
| Нокаутом | 2       | 1           |
| Сдачей   | 0       | 0           |
| Решением | 0       | 0           |

| Результат | Рекорд | Соперник          | Способ                               | Турнир                                 | Дата            | Раунд | Время | Место           | Примечание                                 |
| --------- | ------ | ----------------- | ------------------------------------ | -------------------------------------- | --------------- | ----- | ----- | --------------- | ------------------------------------------ |
| Поражение | 2-1    | Фёдор Емельяненко | Технический нокаут (удары в партере) | Rizin FF - Rizin Fighting Federation 2 | 31 декабря 2015 | 1     | 3:02  | Сайтама, Япония |                                            |
| Победа    | 2–0    | Карлос Тойота     | Технический нокаут (остановка углом) | Deep - 73 Impact                       | 17 октября 2015 | 2     | 5:00  | Токио, Япония   | Выиграл титул чемпиона Deep в тяжёлом весе |
| Победа    | 1–0    | Алиреза Тавак     | Технический нокаут (удары локтями)   | SFL 19                                 | 7 июня 2013     | 1     | 4:24  | Мумбаи, Индия   |                                            |